# Bohuslav Murárik
Bohuslav Murárik (* 23. dubna 1954) je bývalý slovenský fotbalový brankář.

## Fotbalová kariéra
V československé lize hrál za ZVL Žilina. Nastoupil v 76 ligových utkáních. Ve druhé nejvyšší soutěži hrál i za Spartak ZŤS Dubnica.

## Ligová bilance
| Ročník                                      | Zápasy | Góly | Klub                |
| ------------------------------------------- | ------ | ---- | ------------------- |
| 1. československá fotbalová liga 1975/76    | 29     | 0    | ZVL Žilina          |
| 1. československá fotbalová liga 1976/77    | 20     | 0    | ZVL Žilina          |
| 1. československá fotbalová liga 1977/78    | 27     | 0    | ZVL Žilina          |
| 1. slovenská národní fotbalová liga 1983/84 | 13     | 0    | Spartak ZŤS Dubnica |
| 1. slovenská národní fotbalová liga 1984/85 | 30     | 0    | Spartak ZŤS Dubnica |
| 1. slovenská národní fotbalová liga 1985/86 | 27     | 0    | Spartak ZŤS Dubnica |
| 1. slovenská národní fotbalová liga 1986/87 | 11     | 0    | Spartak ZŤS Dubnica |
| CELKEM 1. liga                              | 76     | 0    |                     |